# Kevin (Montana)
Kevin è una città degli Stati Uniti d'America situata nel Montana, nella Contea di Toole.